# HD 32115
HD 32115，又名BD-02 1095，SAO 131684、HR 1613，是一颗恒星，视星等为6.32，位于銀經201.45，銀緯-25.45，其B1900.0坐标为赤經4h 55m 37.3s，赤緯-2° -25.45′ 52″。